# Österslövs socken
Österslövs socken i Skåne ingick i Villands härad, uppgick 1967 i Kristianstads stad och området ingår sedan 1971 i Kristianstads kommun och motsvarar från 2016 Österslövs distrikt.
Socknens areal är 48,13 kvadratkilometer varav 38,40 land.  År 2000 fanns här 921 invånare. Karsholms slott, tätorten Österslöv med sockenkyrkan Österslövs kyrka samt orten Ekestad ligger i socknen. Österslöv gamla prästgård vid kyrkan är en av Sveriges äldsta bevarade prästgårdar och den äldsta bevarade prästgården i Skåne.

## Administrativ historik
Socknen har medeltida ursprung. 
Vid kommunreformen 1862 övergick socknens ansvar för de kyrkliga frågorna till Österslövs församling och för de borgerliga frågorna bildades Österslövs landskommun. Landskommunen uppgick 1952 i Nosaby landskommun som 1967 uppgick i Kristianstads stad som ombildades 1971 till Kristianstads kommun. Församlingen uppgick 2006 i Nosaby församling.
1 januari 2016 inrättades distriktet Österslöv, med samma omfattning som församlingen hade 1999/2000.  
Socknen har tillhört län, fögderier, tingslag och domsagor enligt vad som beskrivs i artikeln Villands härad. De indelta soldaterna tillhörde Norra skånska infanteriregementet, Livkompaniet och Skånska dragonregementet, Christianstads skvadron, Majorns kompani.

## Geografi
Österslövs socken ligger nordost om Kristianstad med Oppmannasjön i öster och Råbelövssjön i väster. Socknen är en odlad slättbygd i söder och en kuperad skogsbygd i norr.

## Fornlämningar
Från stenåldern finns över tio boplatser, en dös och åtta hällkistor. Från bronsåldern finns spridda gravhögar, gravrösen och skålgropsförekomster. Från järnåldern finns en mindre gravfält. Två fynd från bronsåldern har påträffats, en armring av guld och en bronsdosa innehållande två spiraler.

## Namnet
Namnet skrevs i slutet av 1300-talet Östrarslöf och kommer från kyrkbyn. Namnet innehåller möjligen mansnamnet Östar och löv, 'arvegods'..